# Maurice Podoloff
Maurice Podoloff, né le 18 août 1890 à Elisavetgrad en Russie et mort le 24 novembre 1985 à New Haven dans le Connecticut, est un avocat et un entrepreneur américain, président de la Basketball Association of America (BAA) entre 1946 et 1949 avant d'être le premier commissaire de la National Basketball Association (NBA) de 1949 à 1963.

## Biographie
Né dans une famille juive en Russie, sa famille émigre aux États-Unis, alors qu'il est encore jeune, où il obtiendra un master en droit à l'université Yale.
En 1927, à l'aide de son père et de ses frères, il ouvre la New Haven Arena, une salle polyvalente d'une capacité de 4000 places et pouvant couvrir divers événements sportifs tels que du hockey sur glace, du basketball, de la boxe ou encore du catch.
En 1936, en association avec d'autres propriétaires de salles, il inaugure la nouvelle ligue américaine de hockey sur glace (LAH), dont il en devient le premier président et ce jusqu'en 1952.
En 1946, toujours à la présidence de la LAH et avec l'aide de divers collaborateurs, il crée et devient le premier président de la nouvellement formée Basketball Association of America (BAA). Ce qui fait de lui la première personne à cumuler deux fonctions de président de ligue simultanément.
En 1949, Maurice Podoloff participe activement à la fusion historique de la BAA et de la National Basketball League (NBL) qui formera la NBA. Il deviendra cette année là le premier commissaire de la NBA, poste qu'il conservera jusqu'en 1963. Sous sa présidence sera notamment instaurée l'horloge des 24 secondes afin de rendre le jeu plus rapide et attractif. Il négocia également le premier contrat de diffusion à la télévision en 1954.

## Legs et honneurs

### Hommage en NBA
En reconnaissance de sa contribution à la NBA, la ligue a créé en 1956 un trophée portant son nom, le « Trophée Maurice Podoloff », décerné chaque année au meilleur joueur de la saison régulière. Maurice Podoloff avait été président de la NBA de 1946 à 1963 et avait contribué significativement au développement de la ligue pendant cette période.
Le Trophée Maurice Podoloff est devenu l'un des trophées les plus prestigieux de la NBA et a été décerné chaque année depuis sa création. Cependant, en 2022, la NBA a décidé de renommer le trophée en hommage à Michael Jordan, une autre figure majeure de la ligue.
Néanmoins, pour honorer la contribution de Maurice Podoloff à la ligue, la NBA a créé un nouveau trophée portant son nom, le Trophée Maurice Podoloff. Ce trophée est décerné à l'équipe ayant le meilleur bilan en saison régulière.

### Autres hommages
- Intronisé au Basketball Hall of Fame en 1974[7]
- Intronisé au International Jewish Sports Hall of Fame en 1989[8]
- Intronisé au Temple de la renommée de la LAH en 2011[9]